# マイケル・シェレンバーガー
マイケル・シェレンバーガー (Michael Shellenberger, 1971年6月16日 - ）は、政治、環境、気候変動、原子力について執筆するアメリカ合衆国の作家、ジャーナリスト。

## 概要
シェレンバーガーはアメリカ合衆国のコロラド州でメノナイト派の両親のもとに生まれ育った。
原子力推進派で気候変動否定論を掲げる団体「エンバイロメンタル・プログレス」の創設者兼代表である。
環境研究センターの「ブレイクスルー・インスティテュート」と、反麻薬・反ホームレス団体「カリフォルニア・ピース・コアリション」の共同創設者でもある。
シェレンバーガーは著書『地球温暖化で人類は絶滅しない 環境危機を警告する人たちが見過ごしていること』などで、地球温暖化について既存の環境運動家に真っ向から反対している。シェレンバーガーの主張は、多くの環境科学の専門家から「不正確」であるとして批判されている。
また、2024年3月4日、シェレンバーガーは自身の団体「エンバイロメンタル・プログレス」にて「WPATHファイル」を公開した。これは世界トランスジェンダー健康専門協会の会員限定フォーラムからかき集めた情報に編集を加えたもので、基本の内容自体は既知の平凡なものであった。しかし、ジェンスペクトやアライアンス・ディフェンディング・フリーダムといった反トランスジェンダーの立場に立つ組織はこの「WPATHファイル」を「史上最悪の医療スキャンダルのひとつ」として大きく注目した。シェレンバーガーもジェンダー・アファーミング・ケアを「疑似科学的なカルト」と表現し、医師らが「子供たちに魔術を行っている」と述べた。「WPATHファイル」についてはトランスジェンダーの専門家からは事実の不正確さや誤った引用が多く含まれていると指摘されている。
シェレンバーガーは2018年と2022年にカリフォルニア州知事に立候補したが落選した。
シェレンバーガーは、アメリカ政府が少なくとも12機のエイリアンの宇宙船を保有しており、そのうち6機は良好な状態にあると語る内部告発者と話したとインタビュー内で主張している。